# Forza (sèrie de videojocs)
Forza és una sèrie de videojocs de curses per a consoles Xbox i per a ordinadors amb sistema operatiu Microsoft Windows, publicat per Xbox Game Studios. La franquícia és divideix principalment en dues sub-sèries: la sèrie original Forza Motorsport desenvolupada per l'estudi nord-americà Turn 10 Studios, que se centra principalment en competicions d'estil professional, i la sèrie Forza Horizon desenvolupada per l'estudi britànic Playground Games, que gira al voltant d'un món obert amb representacions fictícies d'àrees geogràfiques reals on els jugadors poden conduir i participar en competicions.
Forza pretén emular les característiques pel que fa a prestacions i comportament d'un gran nombre de cotxes de producció, modificats i de curses. Forza Motorsport sovint es presenta com al resposta de Microsoft a Gran Turismo de Sony per a les consoles Playstation.

## Jocs

### Motorsport

#### Forza Motorsport 3(2009)
Forza Motorsport 3 incloïa més de 400 cotxes personalitzables (500 a la versió Ultimate Collection) de 50 fabricants diferents, amb un límit de vuit cotxes per cursa al mateix temps. Disposava de 25 pistes de curses amb 138 variants en total.
Tres dels circuits corresponien a localitzacions fictícies a Catalunya: "Camino viejo de Montserrat", "Iberian International Circuit" i "Ladera Test Track" situats als voltants de Montserrat. Entre els circuits "reals" també hi havia disponible el Circuit de Catalunya.

#### Forza Motorsport 4(2011)
En el desenvolupament de Forza Motorsport 4 hi va participar el programa de televisió de la BBC Top Gear presentat, entre d'altres, per Jeremy Clarkson. Oferia el mode Autovista que permetia explorar de forma visual una selecció de cotxes en gran detall. El joc també va ser el primer de la sèrie que permetia utilitzar el sensor Kinect moure el punt de vista de la càmera. Va ser el darrer Forza Motorsport publicat per a la consola Xbox 360.
Els tres circuits ficticis situats als voltants de Montserrat i el Circuit de Catalunya, també estan presents en aquesta edició.

#### Forza Motorsport 5(2013)
Forza Motorsport 5 fou publicat al mateix temps que el llançament de la Xbox One i aprofitava la potència gràfica de la nova consola, però oferia menys cotxes i circuits que l'edició anterior. A més de Jeremy Clarkson, també eren presents els comentaris dels altres dos presentadors de Top Gear: Richard Hammond i James May.
Continua present el Circuit de Catalunya, amb tres variants diferents, però ja no s'ofereixen els tres circuits ficticis situats a Catalunya.

#### Forza Motorsport 6(2015)
Va presentar nous elements com la pluja i les curses nocturnes (que ja havien aparegut el primer títol de la sèrie). Oferia més de 450 cotxes (més del doble que el títol anterior) i 27 circuits (dels que 7 eren nous o havien en títols anteriors). Després del seu llançament per a Xbox One es va presentar Forza Motorsport 6: Apex, una versió gratuita disponible per primer cop a la sèrie per al sistema operatiu Windows.

#### Forza Motorsport 7(2017)
La darrera edició de Forza Motorsport disposa de més de 700 cotxes i 32 circuits disponibles en més de 200 variants (tots els que s'oferien a l'edició anterior Forza Motorsport 6 més un circuit fictici a Dubai i vàries pistes que no apareixien des de Forza Motorsport 4 com Maple Valley Raceway, Mugello Cirtuit i Suzuka Circuit. S'ofereixen dues noves funcionalitats com són el temps meteorològic dinàmic al llarg de la durada de la cursa (disponible ja anteriorment al títols Forza Horizon) i la personalització del pilot mitjançant un gran nombre d'aparences de tot tipus. Existeixen versions per a Xbox One i Windows 10.

## Futur
Fins al 2017 cada dos anys es publicava un títol de la sub-sèrie Forza Motorsport, però a finals de l'any 2018 els desenvolupadors van anunciar que no es publicaria cap nou títol el 2019 i continuarien donant suport a les edicions actuals de Forza Motorsport 7 i Forza Horizon 4.